# Селезнёв, Александр Иванович (политик)
Александр Иванович Селезнёв (род. 14 августа 1934, с. Валуй, Воронежская область) — советский партийный деятель, первый секретарь Курского обкома КПСС (1988—1991); Народный депутат СССР.

## Биография
В 1958 окончил Воронежский зооветеринарный институт, Высшую партийную школу при ЦК КПСС. В 1969 г. — на партийной работе; являлся первым секретарём Курского обкома КПСС с 1988 по август 1991.
Затем работал в Министерстве сельского хозяйства России (октябрь 1991 — январь 1994) — заместителем начальника Главной территориальной инспекции, заместителем начальника Главного территориального управления. С января 1994 г. — начальник Главного управления взаимодействия предприятий Министерства сельскохозяйственной продукции России. С 1999 г. — заместитель председателя Агропромышленного союза России, живёт в Москве.
Народный депутат СССР от Льговского территориального избирательного округа № 218 Курской области.
В 2013 г. входил в федеральный список кандидатов в депутаты Государственной Думы Федерального Собрания Российской Федерации третьего созыва, выдвинутый избирательным блоком «Коммунистическая партия Российской Федерации».